# Phrynarachne kannegieteri
Phrynarachne kannegieteri es una especie de araña cangrejo del género Phrynarachne, familia Thomisidae. Fue descrita científicamente por Hasselt en 1893.

## Distribución
Esta especie se encuentra en Indonesia.

## Tratamiento taxonómico
La especie aparece registrada y publicada en Spinnen van Java, Sumatra en Ceylon voor den Heer J. R. H. Neervoort van de Poll door den Heer J. Z. Kannegieter aldaar verzameld. Tijdschrift voor Entomologie 36: 129–158.